# Brad Harris
Brad Harris (n. 16 iulie 1933, St. Anthony⁠(d), Idaho, SUA – d. 7 noiembrie 2017, Santa Monica, California, SUA) a fost un actor american și producător executiv.   

## Biografie
A jucat în peste 50 de filme, cele mai multe produse în Europa. 

## Filmografie
- 1957 Monkey on My Back
- 1960 Spartacus, regia Stanley Kubrick : gladiator / soldat (nemenționat)
- 1961 Samson
- 1961 Goliath Against the Giants
- 1962 The Fury Of Hercules (La furia di Ercole), regia Gianfranco Parolini (alias Frank Kramer)
- de⁠(Heißer Hafen Hongkong)[Hafen Hongkong&page=de&targettitle=de traduceți] (1962)
- 79 A.D. (1962)
- The Old Testament (1962)
- The Black Panther of Ratana (1963)
- The Pirates of the Mississippi (1963)
- 1964 Căutătorii de aur din Arkansas (Die Goldsucher von Arkansas), regia Paul Martin
- Mission to Hell (1964)
- Mystery of the Red Jungle (1964)
- Secret of the Chinese Carnation (1964)
- Black Eagle of Santa Fe (1965)
- Our Man in Jamaica (1965)
- Kiss Kiss, Kill Kill (1965)
- Kommissar X – Drei gelbe Katzen (aka Death is Nimble, Death is Quick) (1966)
- Kommissar X – In den Klauen des goldenen Drachen (aka So Darling So Deadly) (1966)
- 1967 Comisarul X și banda „Trei câini verzi” (Kommissar X – Drei grüne Hunde), regia Rudolf Zehetgruber
- 1967 The Three Fantastic Supermen
- 1967 Spy Today, Die Tomorrow
- 1968 Comisarul X și „Panterele albastre” (Gangsters per un massacro /Kommissar X - Drei blaue Panther), regia Gianfranco Parolini (alias Frank Kramer)
- King of Kong Island (1968)
- Poppea's Hot Nights (1969)
- Kommissar X – Drei goldene Schlangen (1969)
- it⁠(Formula 1 - Nell'Inferno del Grand Prix)[1 - Nell'Inferno del Grand Prix&page=it&targettitle=it traduceți] (1970)
- de⁠(Wanted Sabata)[Sabata&page=de&targettitle=de traduceți] (1970)
- The Mad Butcher (1971)
- Kommissar X jagt die roten Tiger (aka Tiger Gang) (1971)
- The Mutations (1974)
- The Girl in Room 2A (1974)
- Who Breaks... Pays (1975)
- The Beast in Heat (1977)
- de⁠(Lady Dracula)[Dracula&page=Lady+Dracula+%281978%29&targettitle=de traduceți] (1978)
- Brass Target (1978)
- Hercules (1983)
- The Seven Magnificent Gladiators (1983)
- Der Stein des Todes (1987)